# 考岑
考岑是奥地利下奥地利州塔亚河畔魏德霍芬县的一个市镇。总面积35.41平方公里，总人口1230人，人口密度34.7人/平方公里（2005年）。